# Wilfried Baasner
Wilfried Baasner (n. 28 mai 1940, Mohrungen, Prusia de Est (azi  Morag, Polonia) - d. 28 martie 2006, Atena, Grecia) a fost un actor german.

## Viața și activitatea
Crescut la Lauenburg și Hamburg, Baasner a părăsit gimnaziul la vârsta de 17 ani și a mers la Școala de actorie a Teatrului orășenesc din Hamburg, unde a luat lecții de la Ida Ehre. A fost angajat la Teatrul Popular din Viena, la Schauspielhaus Viena, la Teatrul orășenesc din Hamburg, Landesbühne Hannover, Renaissancetheater Berlin și la Freilichtspiele Schwäbisch Hall.
În 1982 Baasner a primit Medalia Josef Kainz pentru rolul John Merrick din piesa Omul elefant de Bernard Pomerance, jucată pe scena Schauspielhaus din Viena. În 1985 a jucat în piesa de televiziune Hautnah, regizată de Isa Hesse-Rabinovitch și Peter Schulze-Rohr, iar interpretarea sa i-a adus Premiul Adolf-Grimme.
Wilfried Baasner a câștigat o mai mare celebritate în rolul ticălosului chel Achim Lauritzen din serialul Moștenirea familiei Guldenburg realizat de ZDF. El s-a ras în cap pentru rolul Mackie Messer din piesa Opera de trei parale a lui Bertolt Brecht. După interpretarea rolului Achim Lauritzen, capul său ras a devenit un element caracteristic al lui Baasner.
Wilfried Baasner a trăit timp de mai mulți ani la Atena și a murit într-un spital la 28 martie 2006.

## Filmografie
- Moștenirea familiei Guldenburg (1986-1989) - Achim Lauritzen
- Die Frosch-Intrige (1990) - primarul
- Ein Fall für TKKG - Drachenauge (1992) - Hirnvogel